# Kinomichi

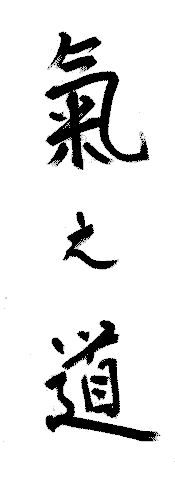
Kinomichi, calligrafiada por Mestre Masamichi Noro

O Kinomichi é uma arte do movimento não marcial, fundado pelo Mestre Masamichi Noro em Paris, França, em 1979. Mestre Masamichi NORO foi um dos alunos internos, uchi deshi 内弟子, do Mestre Morihei Ueshiba 植芝盛平, fundador do Aikido 合気道. Foi como « Representante para a Europa e a África » designado pelo próprio Mestre Morihei UESHIBA, que ele desembarcou em Marselha no dia 3 de setembro de 1961, precedendo os mestre Nakazono e Tamura na construção em conjunto de um Aïkido europeu e africano. Mestre Noro foi aluno de Doutora Ehrenfried e sofreu grande influência de Gerda Alexender (Mestre da eutonia). Em 1979, indo mais longe em sua pesquisa, ele criou o Kinomichi 18 anos mais tarde e perpetua o ensino de seu mestre sob uma forma renovada. O Kinomichi é afiliado na França à Federação Francesa de Aïkido, Aïkibudo e afinidades, FFAAA, e tem relações estreitas com o Centro Mundial de Doshu 道主, Mestre Moriteru Ueshiba 植芝守央, neto do fundador do Aïkido.

## Orientação

### As fontes
O Kinomichi retoma todas as técnicas de Aïkido, elas mesmas retomadas do Daïto Ryu Aïki Jujutsu 大東流合気柔術, fundado no século XII.  Como seu mestre Morihei UESHIBA tinha criado o Aïkido a partir do Daïto Ryu Aïki Jujutsu do Mestre Sokaku TAKEDA 武田惣角, Mestre Masamichi NORO levou sua pesquisa à criação do Kinomichi fundando-o sobre a técnica, os princípios e a filosofia do Aïkido.
Os encontros com as técnicas suaves ocidentais não são sem conseqüência sobre a criação constante do Kinomichi : Marie-Thérèse Foix, Gisèle de Noiret e Doutora Lily Ehrenfried. As parceiras « preferidas » e os amigos de Masamichi Noro que eram professors de Eutonie e outras técnicas não ficaram excluídos da influência do mestre delas.

### Um caminho para o Homem
Considerando que o ensino deve ficar ligado ao essencial e começar por ele, Mestre Masamichi NORO dá ênfase à paz e a sua realização. Ele coloca o homem como ligação entre a Terra e o Céu. Dessa união, que mantém em harmonia o Caminho do Céu Tendo天道, o da Terra Jimichi 地道 e o do Homem Jindo 人道, ele resgata uma direção ascendente da energia ou ki em japonês e qi em chinês気. Na compreensão extremo-oriental, o ki é um sopro presente em todos os lugares e todos os tempos.

### Uma orientação pacífica
A técnica segue esse caminho para que os impulsos partam do solo em direção ao alto, dos pés em direção às mãos, do apoio em direção a aproveitar o contato (pois não se trata de pegar, nem de empunhar, nem de agarrar, nem de segurar, mas de continuar uma relação que já começou com o olhar) e além disso. A geração de energia tem sua fonte no solo e na intenção. Ela é modulada pelo coração dos praticantes, shin em japonês 心. O corpo do praticante deixa passar essa energia/respiração por uma presença no solo, um relaxamento dos músculos e dos tendões e uma atenção ao outro. No Kinomichi, o espírito do dojo 道場, casa onde se estuda o Caminho, não precisa recorrer a um contexto conflituoso, pois o estudo da paz e sua realização não requer isso.

## Características

### A energia e o coração
Para transferir ao aluno a capacidade de mobilizar o ki, os mestres japoneses elaboraram uma pedagogia que o Mestre Masamichi NORO soube adaptar ao corpo e à mentalidade ocidental. A técnica consiste em uma condução do ki : usar, conduzir e restituir o ki. Não se trata tanto de gerar a partir de um centro mas de estabelecer uma circulação da Terra em direção ao Céu, do apoio no solo em direção ao parceiro, ao longo de um braço, de um bastão ou de um sabre. Apesar disso, se a direção é vertical, o sentido dado é ascendente. Para isso, o Mestre Masamichi NORO recorre ao coração, shin 心. Segundo a sua perspectiva, o shin permite não somente sentir o outro, mas ainda mais ultrapassar o antagonismo eu/o outro. « Se for vantajoso me elevar, eu devo admitir que também será para o outro e que o efeito da técnica não pertence só a mim, mas ele vale para nós dois ». O shin é a condição de uma empatia, de um movimento em direção ao outro. Nesse sentido, nós podemos entender a palavra de Morihei UESHIBA : « Meu Aïkido é amor » 合氣は愛なり. Se o ki sustenta o gesto, o shin modula a palpitação. Ele coloca em harmonia duas cadências, o que permite aos dois parceiros de tender ao Aïki, a harmonia das respirações.
Para o Mestre Masamichi NORO, o par ki – shin é primordial.

### Ki 氣
A concepção chinesa e, por extensão japonesa, vê o ki (em japonês, qi em chinês) como « uma respiração (qi 氣), influxo ou energia vital que anima o universo todo. Não podemos falar de ki do Kinomichi, pois o ki não pertence a ninguém nem se repousa em ninguém nem em nenhum lugar. Ele circula e nós somos os suportes, os canais, os condutores. O Kinomichi cria uma circulação particular  que permite a cada um se elevar, da Terra em direção ao Céu, do Chi 地 em direção ao Ten 天, passando pelo homem. O Mestre Masamichi NORO toma para si a visão de seu mestre, Morihei UESHIBA, que utilizava suas técnicas para tornar perfeita a justa circulação do ki nele mesmo e em direção ao seu parceiro (em japonês uke 受け)– ver os artigos na bibliografia.

### Shin 心
O shin ou coração/espírito é indissociável do ki. O shin como coração é ao mesmo tempo órgão e espaço de percepção. Órgão, o shin nos chama a sentir o outro, a experimentar seu ki, a entrar em contato com o parceiro por sua energia. Ele é espaço pela continuidade de experiência, de sensação e de emoção que cada um sente diante da humanidade daquele ou daquela que está em nossa frente. O shin é um sinal de saúde de nossa energia : um shin pervertido é indicador de ki fraco, um shin generoso é testemunha de ki forte. O shin do Kinomichi responde ao convite de Confúcio para viver a alegria do estudo, do prazer do encontro e a felicidade da divisão « com o amigo que vem de longe » [3]. Ele continua a pesquisa de Morihei UESHIBA para fazer de sua arte uma ponte entre os homens. Mestre Masamichi NORO se dá o dever de transmitir ao âmago da técnica o âmago de seu mestre.

## Organização

### Técnicas e iniciações
As técnicas são estudadas com mãos nuas, com bastão Jô 杖, sabre de madeira Bokken 木剣 e sabre Iaito 居合刀, em pé ou ajoelhado, com controle no solo (isto é : alongamento profundo do ombro) ou com projeção (isto é : continuação da espiral e da energia terra-céu em harmonia com o solo e o parceiro, liberado das contingências da gravidade), com um parceiro ou mais de um, de maneira codificada ou livremente. A riqueza técnica dessa arte e a profusão de variações podem fazer acreditar em sua complexidade. Apesar disso, um estudo aprofundado e sustentado pela presença de um mestre permite perceber a simplicidade que revela a compreensão dos princípios. Assim, cada variação abre uma porta na direção de seus parceiros. Retomando o método didático de seu mestre Morihei UESHIBA, Mestre Masamichi NORO manteve 10 técnicas como base. A aprendizagem se faz por níveis de estudo ou iniciações.
- Iniciação 1 : 6 primeiras técnicas de base
- Iniciação 2 : 19 movimentos com as 6 primeiras técnicas de base
- Iniciação 3 : 33 movimentos sobre todas as técnicas de base e sobre 2 formas de aproximação
- Iniciação 4 : 111 movimentos e 8 formas de aproximação
- Iniciação 5 : todos os movimentos sobre as 16 formas de aproximação, com um ou mais parceiros
- Iniciação 6 :

### Uma organização internacional, a KIIA
As pessoas que praticam o Kinomichi se encontram num dojo e avançam sob a direção de um professor certificado pelo Mestre Masamichi NORO. Para esse último, somente uma frequentação regular permite adquirir uma capacidade para divulgar sua arte. Essa exigência reúne o conjunto de professores durante estágios de aperfeiçoamento e estágios pedagógicos e reforça a comunidade de praticantes, garante um certo nível técnico e permite a cada um se apoiar sobre o outro. A Associação Internacional de Instrutores de Kinomichi, KIIA, que reúne os instrutores, é uma organização desejada por Mestre Masamichi NORO para ajudar o desenvolvimento internacional da arte tanto quantitativamente quanto qualitativamente. Essa instituição é a única habilitada a administrar, regular e promover o Kinomichi a nível internacional. Ela delega as capacidades a nível nacional. O Kinomichi está presente em inúmeros países e em 4 continentes : Europa, África, América do Sul e América do Norte.

## Princípios

### Uma prática que une
Quando as energias dos dois parceiros se encontram, há um contato, e ambos permanecem ativos durante todo o movimento. Essa união se realiza sem dualismo, sem ataque nem defesa, sem dominação nem submissão.
Os movimentos são liberados da dialética do conflito, sem necessidade de atacar nem de defender. As palavras mudaram, a tomada virou contato ; os movimentos de projeção se tornam movimentos de céu ; os movimentos de imobilização se tornam movimentos da terra. As palavras mudaram e o espírito também ? O diálogo corporal se estabelece com o sorriso. Nessa liberdade se constroem os movimentos aproveitando todas as descobertas feitas por Masamichi Noro antes e depois de sua chegada à Europa.
Obedecendo a um desejo de harmonia das forças, aïki em japonês 合気, a técnica é orientada para uma preservação do outro e de si, uma prolongação dos gestos e não sua obstrução, um alongamento dos membros e não uma obrigação articular. Ela feita por crianças, por adolescentes, por adultos até a terceira idade. Sua riqueza é explorada pelas mulheres e os homens, cada um segundo a sua sensibilidade. As diferenças, freqüentemente fonte de conflitos, estão no âmago da escuta, do olhar e do toque. Elas são a oportunidade de ir além, de um encontro, de reencontros.
Masamichi Noro fala : « O dualismo deve desaparecer. » « Como vamos harmonizar dois, para que desses dois nasça um terceiro que não se aliene. » « Não se deve agredir a si mesmo, nem agredir o outro. » « Contrariamente ao que é afirmado em todo lugar, a agressão ou o confronto nunca conduziram à serenidade. Eu nunca vi nenhum exemplo disso. » (Livro de Daniel Roumanoff)

### Os movimentos na unidade  - terra céu
A prática do Kinomichi procura sempre terra-céu. Uma impulsão de energia nos pés se propaga até as mãos, até a cabeça, e reciprocamente. É a flexibilidade da energia na sua verticalidade. Cada parte do corpo mexe em harmonia e com o respeito do resto do corpo. O movimento da mão tem sua fonte e sua força nos pés. A unidade do corpo se opõe à desarticulação, à deslocação. Qualquer movimento do braço se harmoniza com o resto do corpo. Os exercícios com os instrumentos boken e jo são principalmente exercícios que engajam o corpo na sua totalidade.

### O contato a duas pessoas
O contato se faz com as mãos, mas trata-se de um engajamento inteiro de cada um. O contato é uma troca de forma e de energia onde cada parceiro leva outro numa espiral de respiração. É o ponto pelo qual passa o equilíbrio entre os parceiros. É uma presença percebida, na sua própria organização, de nossos pés em direção às nossas mãos e em direção às mãos e depois aos pés do outro. A comunicação que se estabelece não é limitada à pele das mãos ; os dois comunicam seus corpos e seus movimentos. O contato é um lugar de troca e de reforço da espiral e da energia de cada um.

## Conceitos
Em Francês, os 4 "S".

### Sorrir
Mestre Noro «  Para entender bem o significado do sorriso, deve-se pensar no contrário : ficar de cara amarrada. Ficar de cara amarrada é se fechar, se contrair e por aí, destruir : se destruir a si mesmo, destruir qualquer possibilidade de relação. Ficar de cara amarrada é se concentrar, à imagem do Pensador de Rodin, cuja cabeça é tão pesada que ele é obrigado a apoiá-la numa mão, que ela mesma, se apóia no joelho. » (Livro de Daniel Roumanoff)
O interior é espelho do exterior ou é o contrário ? O sorriso convida à abertura e ao relaxamento. Onde começar ?

### Flexibilidade
Mestre Noro : « A flexibilidade não diz respeito apenas aos músculos e às articulações. Não é uma faculdade física, mas a expressão de uma harmonia entre o exterior e o interior. » « A força nasce de uma abertura total e da descontração. No lugar de cristalizar, trata-se de tornar flexível... Há dois obstáculos     a se evitar : a rigidez e a moleza. » « A flexibilidade é a circulação do ki. » « o sorriso é o contrário da concentração, da crispação, do fechamento. » (Livro de Daniel Roumanoff)
Três noções estão ligadas à flexibilidade : adaptação, expiração, e « sentir a energia e deixar rolar ». Mestre Noro : « O sabre não tem nenhuma importância, a técnica é secundária, o movimento é um instrumento, o que conta é seu sentimento interior, que você se dê completamente, que sua participação seja total. É aí que podemos começar a tomar consciência do Ki. »
Mestre Noro : « A flexibilidade não diz respeito apenas aos músculos e às articulações. Não é uma faculdade física, mas a expressão de uma harmonia entre o exterior e o interior. » « A flexibilidade é a circulação do Ki, a livre circulação da energia. »

### Espiral
A espiral se organiza no corpo e no espaço. É o sentido da organização da energia no corpo de cada parceiro : ela se opõe à linha direita que constipa o corpo ; e por oposição ao círculo, ela permite ao movimento de se abrir e evoluir. Na espiral, o alongamento de uma parte do corpo não se faz pelo encurtamento de outro. Os movimentos se fazem por um avanço contínuo graças à espiral, como um oito alongado, símbolo do infinito. O desdobramento das cadeias musculares encontra seu espaço nas espirais.
A geometria dos movimentos dinâmicos executados a dois não se faz sobre uma linha reta nem sobre um círculo. O encontro e a harmonização das energias dos parceiros se inscrevem na espiral ; elas são uma forma sem começo nem fim, na qual os parceiros se encontram e se separam harmoniosamente.
A espiral divide o esforço em hélice dos tornozelos até os pulsos, dos tornozelos às cervicais e dissolve assim as tensões, em vez de criar um nó (negação da flexibilidade) patógena na região dorso-lombar.